# Sainte-Hélène-de-Mancebourg
Pour les articles homonymes, voir Sainte-Hélène.
Sainte-Hélène-de-Mancebourg est une municipalité de paroisse du Québec située dans la MRC d'Abitibi-Ouest en Abitibi-Témiscamingue.

## Histoire
- 10 mai 1941 : Fondation de la paroisse de Sainte-Hélène-de-Mancebourg.

## Démographie
| 1991 | 1996 | 2001 | 2006 | 2011 | 2016 | 2021 |
| ---- | ---- | ---- | ---- | ---- | ---- | ---- |
| 398  | 415  | 384  | 375  | 354  | 373  | 410  |

## Administration
Les élections municipales se font en bloc pour le maire et les six conseillers.
| Sainte-Hélène-de-Mancebourg Maires depuis 2001                                                                       |                |         |          |
| Élection | Maire          | Qualité | Résultat |
| 2001 | Florent Bédard |         | Voir     |
| 2005 | Florent Bédard | Voir    |          |
| 2009 | Florent Bédard | Voir    |          |
| 2013 | Florent Bédard | Voir    |          |
| 2017 | Florent Bédard | Voir    |          |
| 2021 | Rémi Morin     |         | Voir     |
| Élection partielle en italique Depuis 2005, les élections sont simultanées dans toutes les municipalités québécoises |                |         |          |